# بني قلة
بني قلة هي جماعة قروية في إقليم سيدي قاسم ضمن جهة الغرب شراردة بني حسين بالغرب المغربي. كان مجموع عدد سكان جماعة بني قلة 17.512 نسمة.(تعداد السكان الرسمي 2004)

## دواوير الجماعة
- دوار ازريزرة
- دوار زوراگ
- دوار اسكار
- دوار اغطيطس أو المسارة
- دوار شنتيل